# Konstanty Budkiewicz (księgarz)
Konstanty Budkiewicz (ur. ok. 1831, zm. 28 kwietnia 1891 w Łodzi) – polski księgarz.

## Życiorys
Praktykował w księgarni Józefa Zawadzkiego w Wilnie, a po zakończeniu praktyk zarządzał księgarnia należącą do Zawadzkiego w Kijowie. W latach 1858–1883 roku posiadał własną księgarnię połączoną ze składem nut i papieru w Żytomierzu. Wydawał utwory Franciszka Barańskiego, Andrzeja Janowicza, Antoniego Pietkiewicza, Tadeusza Jerzego Steckiego oraz nuty polskich kompozytorów. Przyjmował prenumeratę pism takich jak: „Bluszcz”, „Biblioteka Warszawska”, „Kłosy”, „Tygodnik Ilustrowany”, „Wędrowiec” . W księgarni sprzedawał publikacje wydane przez żytomierskie Stowarzyszenie Księgarsko-Wydawnicze i Jana Hussarowskiego. 
W 1869 roku otworzył publiczną czytelnię. Jego księgarnia była ośrodkiem życia kulturalnego Żytomierza. Organizowano w niej koncerty i spotkania towarzyskie.
Budkiewicz był członkiem Towarzystwa Dobroczynności w Żytomierzu. Z powodu strat finansowych zamknął księgarnię w 1883 roku i przeniósł się do Łodzi, gdzie zmarł w 1891 roku. 